# Budova lednice pivovaru (Smidary)
Budova lednice pivovaru je stavba z 19. století, která byla součástí areálu pivovaru. Nachází se v blízkosti zámku v obci Smidary v okrese Hradec Králové.

## Lokalita

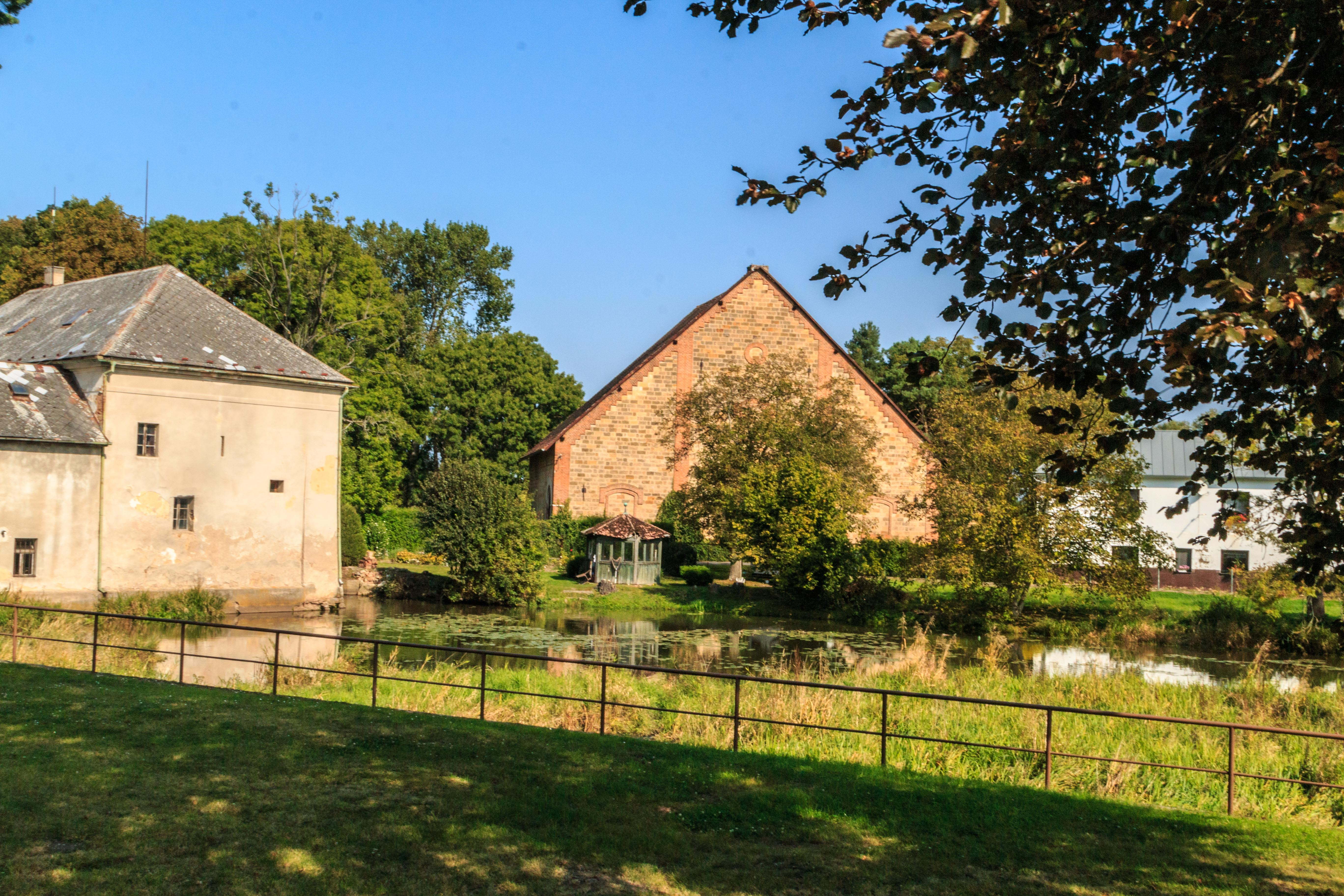
Vlevo budova mlýna, vpravo budova lednice

Budova lednice je součástí areálu zámku ve Smidarech, který historicky zahrnoval i pivovar, včetně budovy lednice, a také vodní mlýn. Zámek nahradil předchozí tvrz v letech 1810–13, v roce 1825  byl pak po požáru přestavěn do současné empírové podoby hraběnkou Rozinou Colloredovou.  O historii mlýna jménem Podhrad (nebo také Matysův či Zámecký mlýn) je známo velmi málo, majitelé jsou písemně zmiňováni až ve 30. letech 20. století. U samotné budovy lednice lze z nápisu 1881 ve štítové stěně soudit, že vznikla nejpozději v tomto roce.
V roce 2003 byla budova prohlášena technickou kulturní památkou.

## Architektura
Budova obdélníkového půdorysu má rozměry cca 15 x 20 metrů. Stěny jsou silné až 1 metr a jsou tvořené převážně kamenným zdivem, uvnitř objektu je pak samostatná zděná stavba, která sloužila k vlastnímu ukládání ledu. Střecha objektu je sedlová, původně ale měla na severní straně polovalbu. Na jižní fasádě zaujmou lizény z režných cihel a cihelné šambrány slepých oken. Severní štítová stěna má viditelnou omítanou dozdívku bývalé polovalby a obsahuje půlkruhově zaklenuté vstupy umístěné výrazně nad terénem. Z původních dřevěných vstupních plošin se ovšem zachovaly jen zbytky nosných ocelových traverz. Konce krokví, které přesahují střechu, jsou vyřezávané.